# Chinda Sutemi
Il conte Chinda Sutemi (珍田 捨巳?; Hirosaki, 19 gennaio 1857 – Tokyo, 16 gennaio 1929) è stato un politico e diplomatico giapponese.
Fu per due volte vice ministro degli affari esteri del Giappone e ambasciatore giapponese negli Stati Unti dal 1906 al 1908, e nel Regno Unito dal 1916 al 1920.

## Biografia
Chinda Sutemi nacque il 19 gennaio 1857 a Hirosaki (attuale Prefettura di Aomori), figlio di Chinda Aristune: un samurai al servizio del dominio di Hirosaki. Sin da giovane approfondì la propria istruzione laureandosi presso la scuola "Too Gijuku" e nel 1874 viaggiò negli Stati Uniti dove studiò presso la DePauw University, nel 1881 si laureò in Inglese presso la medesima Università e all'età di venticinque anni durante la sua permanenza sul suolo statunitense si convertì al Metodismo.

## Carriera diplomatica nel periodo Meiji
Ritornato in patria Chinda Sutemi nel 1882 entrò a far parte del ministero degli esteri, dove dapprima ricoprì vari incarichi diplomatici in numerosi paesi tra cui Brasile, Danimarca e Russia; nel 1890 venne nominato console giapponese presso la città di San Francisco dove durante la sua permanenza si occupò di contrastare le attività dei numerosi movimenti razzisti nei confronti dei cittadini giapponesi, nonché dei problemi di immigrazione dei cittadini del Giappone verso gli stati Uniti. Successivamente nel 1901 ricoprì la carica di vice ministro degli affari esteri del Giappone dove affiancò il ministro Komura Jutaro nelle trattative di pace con l'Impero Russo per mettere fine alla Guerra russo-giapponese. Nel 1908 venne scelto come nuovo ambasciatore presso l'Impero Tedesco succedendo a Inoue Katsunosuke, rimase in Germania sino al 1911 dove venne ufficialmente nominato nuovo ambasciatore giapponese negli Stati Uniti, durante la sua Permanzenza presso Washington si occupò principalmente di favorire i legami d'amicizia fra gli Stati Uniti e il Giappone facendosi promotore di molte iniziative Culturali e Naturalistiche; nel 1916 venne avvertito dal segretario di stato Robert Lansing circa le intenzioni dei tedeschi sulla Guerra sottomarina indiscriminata nei confronti di tutti i mercantili sia statunitensi che giapponesi.
nel 1916 conclusa la sua attività di ambasciatore presso la capitale di Washington venne nominato ambasciatore presso la capitale britannica, incarico che detenne sino al 1920. Concluso il primo conflitto mondiale nel 1919, Chinda Sutemi fece parte della delegazione giapponese guidata dal Conte Makino Nobuaki che prese parte alla conferenza di pace di Parigi, nel 1920 si ritirò dal ministero degli Esteri.

## Ultimi anni
Dopo essersi ritirato dalla vità diplomatica Chinda Sutemi entrò a far parte della corte imperiale, dove nel 1921 venne scelto come accompagnatore del principe ereditario Hirohito in un viaggio ufficiale nel continente europeo che sarebbe durato tre mesi e in ciò ebbe un ruolo rilevante nell'educazione del giovane principe.
il Conte Chinda Sutemi morì a Tokyo il 16 gennaio 1929 all'eta di settantatré anni per un'emorragia cerebrale.